# Радиця (Дятьковський район)
Радиця (рос. Радица) — присілок в Дятьковському районі Брянської області Російської Федерації.
Населення становить 100 осіб. Входить до складу муніципального утворення Верховське сільське поселення.

## Історія
Від 2005 року входить до складу муніципального утворення Верховське сільське поселення.

## Населення
| 2010 | 2013 |
| ---- | ---- |
| 96   | ↗100 |